# Trotuș
Der Trotuș [ˈtrotuʃ] (ungarisch Tatros) ist ein rechter Nebenfluss des Sereth im Osten Siebenbürgens in Rumänien.

## Flussverlauf
Im Munții Ciucului-Gebirge – einem Gebirgszug der Ostkarpaten – entspringt der Trotuș im Osten des Kreises Harghita, nordöstlich der Stadt Miercurea Ciuc (Szeklerburg) in der Nähe des Dorfes Făgețel.
Im Norden des Ciucului-Gebirges fließt der Trotuș in nördliche Richtung, wonach er in der Nähe der Gemeinde Ghimeș-Făget im Kreis Bacău in südöstliche Richtung die Gebirgszüge Ciucului und Tarcăului, in der historischen Region Moldau (rumänisch Moldova), voneinander trennt. Er durchfließt die Städte Comănești, Onești und südlich von Adjud im Kreis Vrancea mündet er in den Sereth.
Durch das Trotuș-Tal führt auch die Nationalstraße Drum național 12A. Bei Onești wird der Trotuș mit dem 6,90 m hohen Priza Trotuș-Damm aufgestaut und hauptsächlich für die industrielle Wasserversorgung für Borzești genutzt.